# 2019年太平洋西北地區麻疹爆發
2019年初，美國太平洋西北地區的波特蘭都會區爆發麻疹疫情，是近20年來美國最嚴重的麻疹疫情，以華盛頓州克拉克郡最為嚴重，截至3月18日，該郡共出現了73例確診病例。
隨後紐約州亦爆發麻疹疫情，有600多人感染。

## 經過
2019年1月4日，美國華盛頓州克拉克郡的衛生部門宣布一起麻疹病例，1月15日又宣布另外兩起病例。1月18日，麻疹病例已達19例，克拉克郡發布公共衛生緊急狀態。1月25日，病例已近30例，華盛頓州州長傑伊·英斯利發布緊急狀態，稱這波疫情為「極為嚴重的公衛危機」，並請求該州軍事部的協助。1月31日病例達到43例，北達科他州派遣一個醫療小組到當地協助控制疫情。截至2月12日，克拉克郡共有53起麻疹確診病例，其中多數為兒童，計有38名患者為1-10歲，13名為11-18歲，1名為19-29歲，1名為30-39歲，另外金郡有一起確診病例，俄勒岡州北部的姆爾特諾默縣有四起確診病例。2月24日，克拉克郡的病例達65例，截至3月18日共有73例確診。
疫情發生期間，華盛頓州有兩名感染麻疹的兒童至夏威夷旅遊，他們一家在夏威夷島的住處接受隔離，直到五天後傳染力消失才獲准離開夏威夷。

## 原因
這波疫情爆發的區域有許多人拒絕接種疫苗。其中克拉克郡當時只有78%的居民有接種過麻疹疫苗，不足以達到群體免疫的效果。截至2月16日確診的59人皆未完成完整的兩劑MMR疫苗接種。造成這波疫情的麻疹病毒是由一名到克拉克郡旅遊的烏克蘭兒童傳入，並在華盛頓州溫哥華的一座教堂爆發，該教堂的禮拜者有許多俄裔移民，據說因長期生活在蘇聯的極權統治下而對政府缺乏信任，進而拒絕接種政府提供的疫苗。1月30日，華盛頓州眾議院議員、選區為第17選區（包含克拉克郡）的保羅·哈里斯提出一道法案，期望能禁止除醫療或宗教原因外，拒絕施打麻疹疫苗的行為。

## 反應
關於太平洋西北地區麻疹疫情的報導引起美國各地人士的關注，Google搜尋趨勢顯示「麻疹」的搜索量達到2015年迪士尼樂園麻疹疫情後的新高。2月21日，華盛頓州衛生部門宣布已花費超過100萬美元處理疫情，引起大眾譁然。
流行病學家表示近年來疫苗接種率的下降與社群媒體的普及有關，因其為散播不實資訊的主要媒介。疫情爆發後，各大社群網站分別採取措施以遏止假消息的散播，其中Pinterest屏蔽了對「疫苗」的搜索結果，Facebook宣布將禁止宣傳反對疫苗施打的貼文，且停止建議使用者加入反對疫苗施打的專頁或群組。YouTube則宣布將取消宣傳反對疫苗施打的頻道之影片收益和廣告收入。